# Vladimir Jeleznikov
Vladimir Karpovitch Jeleznikov (russe : Владимир Карпович Железников), né le 26 octobre 1925 à Vitebsk et mort le 3 décembre 2015 à Moscou, est un auteur soviétique de littérature d'enfance et de jeunesse. Il a également signé plusieurs scénarios de films.

## Biographie
Né dans la famille d'un garde-frontière Vitebsk, il s'installe à Moscou en 1945. Il étudie à l'école d'artillerie, à l'institut de droit. En 1957, il est diplômé de l'Institut de littérature Maxime-Gorki. Il travaille pour le magazine Mourzilka. Lui même se disait s'inspirer de l'oeuvre de Vitali Bianchi et Vladimir Lebedev. Son premier livre Une histoire multicolore est publié en 1960. 
Son histoire Cosmonaute représente l'URSS (avec les histoires de Jaan Rannap, Oles Donchenko, Makvala Mrevlishvili, Radi Pogodine, Hakim Nazir) dans le recueil d'histoires d'écrivains de différents pays Enfants du Monde (1962), préparé par le comité de rédaction international soviétique (publié en URSS en 1965).
En 1960, il fait ses débuts en tant que scénariste du film Trompettes d'argent réalisé par Edouard Botcharov au Studio Gorki. Depuis 1988, Jeleznikov est le directeur artistique du studio de cinéma Globus, qui réalise des films pour enfants.
Décédé dans la 91e année de vie le 3 décembre 2015 à Moscou, il est enterré au cimetière Troïekourovskoïe.

## Récompenses
- Prix d'État de l'URSS : 1974, pour le scénario du film Crank from 5th B réalisé par Ilia Frez en 1972
- Ordre de l'Insigne d'honneur : 1975
- Prix d'État de l'URSS : 1986, pour le scénario du film L'Épouvantail réalisé par Rolan Bykov
- Ordre du Mérite pour la Patrie de 3e classe : 2005